# Unionville (condado de Butler)
Unionville es un lugar designado por el censo ubicado en el condado de Butler en el estado estadounidense de Pensilvania. En el Censo de 2010 tenía una población de 962 habitantes y una densidad poblacional de 144,64 personas por km².

## Geografía
Unionville se encuentra ubicado en las coordenadas 40°56′32″N 79°57′41″O / 40.94222, -79.96139. Según la Oficina del Censo de los Estados Unidos, Unionville tiene una superficie total de 6.65 km², de la cual 6.65 km² corresponden a tierra firme y (0%) 0 km² es agua.

## Demografía
Según el censo de 2010, había 962 personas residiendo en Unionville. La densidad de población era de 144,64 hab./km². De los 962 habitantes, Unionville estaba compuesto por el 98.44% blancos, el 0.31% eran afroamericanos, el 0% eran amerindios, el 0.31% eran asiáticos, el 0% eran isleños del Pacífico, el 0% eran de otras razas y el 0.94% pertenecían a dos o más razas. Del total de la población el 0.21% eran hispanos o latinos de cualquier raza.